# Leioproctus coloratipes
Leioproctus coloratipes là một loài Hymenoptera trong họ Colletidae. Loài này được Cockerell mô tả khoa học năm 1933.